# 황국협회
황국협회(皇國協會)는 고종황제에게 충성하기 위해 1898년 6월 30일 보부상들을 내세워 조직한 정치·경제 단체이다. 독립협회와 마찰을 빚었으며 정부의 지원을 받기도 했다.

## 배경
19세기 조선 정부는 전국적인 조직망을 지닌 보부상 조직의 중요성을 인식하여 보부상을 총괄하는 관청을 만들었다. 이에 1866년에는 부보청이 설치되었고, 그것이 1883년 혜상공국으로 이어졌다. 혜상공국은 1884년 갑신정변 당시 급진 개화파들이 14개조 개혁 정강에서 없어져야 할 관청으로 지목하였다. 그 이유는 혜상공국이 당시 집권층이었던 민씨 세력의 권력강화에 이용되고, 그들의 재정기반을 돕는 구실을 하였기 때문이다. 갑신정변이 실패하면서 혜상공국은 유지되었으며, 1898년 황국협회가 만들어지면서, 보부상 관리의 업무는 혜상공국에서 황국협회로 이관되었다.
보부상 조직은 그 활동의 범위와 조직성 때문에 집권층과 연결되어 있는 측면이 있었으며, 이러한 활동의 흐름은 혜상공국  이후에도 나타나게 되었고, 그것이 황국협회와 독립협회의 대립과정에서도 보이게 된다.
황국협회의 창립은 독립협회의 활동과 밀접한 관련이 있다. 개화파가 조직한 독립협회의 혁신적인 요구에 맞서 수구파 관료들의 후원 하에 황국협회가 결성되었기 때문이다. 아관파천으로 러시아와 밀착한 정부를 친러 정권이라고 비판하고, 헌의6조 건의와 《독립신문》 발간, 만민공동회 개최 등 활발한 활동을 벌이는 독립협회에 대항하여 1898년 6월 30일 결성되었다.
황국협회의 지도부에는 을미사변 후 의병장이었던 허위 등이 참여하고 정부의 고관이 후원하였으나, 회원 대부분은 보부상이었다. 회장은 법부 민사국장 이기동이 맡고 대한제국 황실에서도 1000원을 하사했다. 황국협회 발족식은 훈련원에서 거행되어 정부 측의 전폭적인 지원을 보여주었다.

## 활동
중심 인물은 이기동과 홍종우, 길영수 등이었다. 이 가운데 이기동과 길영수는 광산 갑부인 이용익의 측근이었다. 고영근을 이 명단에 포함하기도 하지만 고영근은 초기 시기에 황국협회를 이탈하여서 독립협회에서 더욱 많은 활동을 하였고, 황국협회와 독립협회가 대립하던 시기에는 독립협회를 주도하였던 인물 가운데 하나가 된다.
황국협회는 정치적으로 독립협회 견제가 출범 목적인 만큼 독립협회와는 반대되는 정치적 견해를 내세웠다. 예를 들어 독립협회가 의회 설치를 주장하면서 엘리트 위주의 상원 우선 설치를 말하자 황국협회는 서민 대중이 참여하는 하원이 먼저 설치되어야 한다고 주장했다. 명칭에서 알 수 있듯이 황권의 강화를 통한 부국강병이 지론(持論)이었다.
황국협회는 독립협회가 대한제국 고종을 폐위시키는 공화정을 추구한다는 내용의 벽서를 붙이고 반독립협회 여론을 일으켰다. 결국 1898년 11월 15일에 독립협회는 해체되고 간부들이 검거되었다. 독립협회 해산에 반발하는 만민공동회가 서울에서 열릴 때 황국협회 회원들이 습격하면서 양 집단의 물리적 충돌도 일어났다. 이 충돌에 고종이 직접 나서서 화해를 종용하기도 했다. 그러나 곧 군대를 동원한 강제 해체로 만민공동회마저 사라지자 존재 목적이 없어진 황국협회도  해산되었다.

## 평가
일반적으로 황국협회는 보수적인 친정부성격의 정치단체로 인식되지만, 보부상 출신 상인으로 보성전문학교(고려대학교)를 설립하여 교육사업에 이바지한 이용익의 후손의 주장과 같이 “생업에 열중하고 국가경제에 이바지한 우리 땅의 백성이고 민초”들인 보부상이 조직한 집단으로서 참가자 중 일부는 후에 항일 운동에 나섰다는 평가도 있다. 또한 민간인 중심의 상업활동을 권장하여, 지주와 자본가의 입장에서 개화를 추진하던 독립협회와 마찰을 빚었다.

## 같이 보기
- 독립협회
- 만민공동회
- 혜상공국
- 전국경제인연합회

## 참고자료
- 강준만 (2007년 11월 19일). 〈제5장 만민공동회의 도전〉. 《한국 근대사 산책 3  (개화기편, 아관파천에서 하와이 이민까지)》. 서울: 인물과사상. ISBN 9788959060733.